# Chaumont-d'Anjou
Chaumont-d'Anjou är en kommun i departementet Maine-et-Loire i regionen Pays de la Loire i nordvästra Frankrike. Kommunen ligger i kantonen Seiches-sur-le-Loir som tillhör arrondissementet Angers. År 2018 hade Chaumont-d'Anjou 286 invånare.

## Befolkningsutveckling
Antalet invånare i kommunen Chaumont-d'Anjou
| Referens: INSEE |